# Welkom thuis, majesteit!
Welkom thuis, majesteit! was een brochure van de Nederlandse journalist, schrijver en pamflettist Willem Oltmans die hij schreef na het staatsbezoek van koningin Beatrix met haar echtgenoot Prins Claus en hun zoon Prins Willem-Alexander aan Indonesië ter gelegenheid van de 50-jarige onafhankelijkheid van deze voormalige Nederlandse kolonie in augustus 1995. Oltmans, die tevoren felle kritiek had geuit op de mensenrechtensituatie in Indonesië en het staatsbezoek daarom ongepast achtte, was als journalist buitengesloten uit het gezelschap van Nederlandse journalisten dat in het gevolg van de koningin mocht meereizen tijdens dat bezoek om daarvan verslag te doen.

## Bon voyage, majesteit!
Eerder dat jaar had Oltmans in een soortgelijke publicatie getiteld Bon voyage, majesteit! bepleit waarom de vorstin van het staatsbezoek had moeten afzien. In die brochure ging Oltmans in op de ontwikkelingen in het land sinds 1956 en de mensenrechtensituatie sinds de val van de eerste president Soekarno en het aan de macht komen van Soeharto. Die noemt hij daarin onder meer "de grootste misdadiger uit de Indonesische geschiedenis", "de Hitler van Indonesië", en vergelijkt hem ook vijfmaal met Pol Pot. Ook in deze brochure steekt Oltmans een tirade af tegen Soeharto. Deze brochure kan worden gezien als een vervolg daarop, waarin Oltmans tevens ingaat op de tegenwerking die hij ondervond bij zijn vergeefse poging dat staatsbezoek als journalist bij te mogen wonen. Toen dat gewoon doorging had hij daarvan maar wat graag kritisch verslag willen doen.

## Context
De brochure verscheen na het staatsbezoek van Beatrix aan Indonesië en de publicatie van zijn boek Mijn vriend Sukarno over Oltmans' jarenlange vriendschap met de eerste Indonesische president Soekarno, die in 1965 na de bloedige generaalscoup of Kudeta aan de kant was gezet en in 1970 was overleden.
Oltmans hield Soeharto verantwoordelijk voor grootschalige schending van de mensenrechten. Hoewel hij zelf onder het bewind van de eerste Indonesische president een pleitbezorger was geweest voor de normalisering van de betrekkingen tussen beide landen, hield hij het voor een "historische blunder" dat zij Soeharto de hand schudde, "een president die bloed aan zijn handen heeft".
Ook in deze brochure geeft Oltmans zijn visie op de voorgeschiedenis van de situatie in Indonesië. Inmiddels was zijn boek verschenen over de eerste Indonesische president Soekarno, met wie hij in 1956 bevriend was geraakt, waarin hij die uitgebreid behandelt. In dit boek en in de beide brochures rondom het staatsbezoek tracht Oltmans ook (en opnieuw) de aandacht te vestigen op zijn moeizame relatie met de Nederlandse overheid en de tegenwerking, die hij zei te ondervinden bij zijn journalistieke werk sinds zijn eerste contact met Soekarno. Inmiddels had Oltmans daaromtrent de eerste bewijzen bemachtigd en gepubliceerd in zijn boek Vogelvrij (1992).

## Inhoud van de brochure

### Eerste brief aan Beatrix
De brochure bevat onder meer de tekst van brieven die Oltmans zond aan de vorstin, zowel voor als na het staatsbezoek. Oltmans begint met de brief waarmee hij zich vanuit Jakarta op 14 maart 1995 zelf direct tot koningin Beatrix had gericht met zijn pleidooi om af te zien van het staatsbezoek en de ontmoeting met Soeharto. Daarbij verwees hij naar haar Kersttoespraak uit 1994. Hij begreep reeds dat het wellicht reeds te laat was en dat zij niet meer onder de ‘foute’ reis uit kon komen. Hij hield de regering ervoor verantwoordelijk de Majesteit te hebben opgedrongen "met deze gepatenteerde schurk zal moeten gaan rijsttafelen". Van deze brief had hij een kopie gezonden naar de toenmalige premier Kok. Ook in die brief noemde hij Soekarno "de Pol Pot van Indonesië", zoals hij ook zou doen in de eerdere brochure die in mei 1995 was verschenen.

### Obstructie
Na de brief aan de koningin gaat Oltmans in op het door hem ondervonden dwarsgezeten worden in zijn werkzaamheden als journalist. Hoewel hij onder de gegeven omstandigheden fel tegenstander was van het staatsbezoek, had hij toen dat bezoek toch doorging graag ook deel uitgemaakt van het gevolg van Nederlandse journalisten dat met de koningin meereisde, om daarvan kritisch verslag te doen voor de weekbladen HP/De Tijd en Story. Kort na het verschijnen van Bon voyage, majesteit! verzocht hij 2 juni 1995 de Rijksvoorlichtingsdienst de wekelijkse persbijeenkomst van de premier in Nieuwspoort te mogen bijwonen. Oltmans werd echter de toegang ontzegd, officieel omdat Oltmans geen deel uitmaakt van de parlementaire pers, maar volgens hemzelf uit vrees voor de lastige vragen die van hem te verwachten vielen. Hij vroeg Julius Vischjager, die daar daarentegen altijd wel geduld werd als verslaggever van zijn eigen in de vorm van fotokopietjes verspreide The Daily Invisible, de brochure aan Kok te overhandigen. Die werd onmiddellijk ‘spinnijdig’ van tafel geveegd. Volgens Oltmans had Kok "ongecontroleerde driftbuien". In de nieuwe brief die hij daarover zond aan koningin Beatrix noemde hij premier Kok "een driftig baasje". Collega-journalist René Zwaap verzuchtte daarop in De Groene Amsterdammer: "Oltmans heeft er weer een vijand bij."

### Tweede brief aan Beatrix en brief aan premier Kok
Tevens citeert Oltmans uit de brief aan Beatrix die hij op 4 september 1995 na het staatsbezoek zond. Daarin constateert hij dat het staatsbezoek exact de "nationale blamage" bleek te zijn geworden, waarvoor hij haar in zijn brief van 14 maart vanuit Jakarta had gewaarschuwd en betoont hij zich verbolgen over de door hem ondervonden tegenwerking door de premier, de minister van Buitenlandse Zaken, de Rijksvoorlichtingsdienst en de beveiliging van het Koninklijk Huis:" Ik ben als risico-factor voorgedragen zoals men dit met criminelen, drughandelaren en AIDS-patiënten doet in het Interpol-circuit, Dit gebeurde als straf voor de brochure ‘Bon Voyage, Majesteit!’ met Uw medeweten, zo niet in Uw opdracht. Ik zal mij met alle ter beschikking staande middelen tegen deze inbreuk op mijn privacy, mijn persoon en de sabotage van de uitoefening van mijn beroep door Uw dienst verzetten."
Vervolgens citeert hij ook uit de brief die hij op 10 september 1995 naar premier Kok zond. Daarin zet hij uiteen hoe hij de toedracht van het staatsbezoek zag, verwees hij naar zijn eerdere brochure "waar U zo ingenomen mee was" en kondigt hij de publicatie van dit vervolg aan.
Ook zijn uitsluiting uit de groep Nederlandse journalisten die in het gevolg van de vorstin bij het staatsbezoek meereisde hekelde Oltmans als het zoveelste geval van tegenwerking door de Nederlandse overheid.

## Bezoek aan graf van Soekarno
Na het staatsbezoek bleek dat een organisatie van Indonesische oud-strijders geruime tijd tevoren had voorgesteld dat koningin Beatrix bij deze gelegenheid tevens een bezoek zou brengen aan het graf van de in 1970 overleden eerste Indonesische president Soekarno. De Indonesische generaal b.d. Pamoe Rahardjo uitte na het staatsbezoek verbazing voor het feit dat dit bezoek desalniettemin niet op het programma stond. De brief van de oud-strijdersorganisatie met dat voorstel was door Oltmans in 1994 overhandigd aan de toenmalige premier Ruud Lubbers en aan de grootmeester van de Dienst van het Koninklijk Huis, doch genegeerd.

## Aanhangsel
In een aanhangsel bij zijn tekst publiceert Oltmans kopieën van door hem bemachtigde documentatie met betrekking tot de weigering van een persvisum voor Indonesië. Daardoor kon hij bij het staatsbezoek niet als verslaggever aanwezig zijn. Dit ofschoon hij in 1994 nog wel kon meereizen naar Indonesië met premier Lubbers en minister van Buitenlandse Zaken Pieter Kooijmans. Tevens bevat dit Aanhangsel een kopie van de brief uit 1971 van een groep Nederlanders aan de toenmalige koningin Juliana. Daarin was ook bij haar erop aangedrongen niet naar Indonesië te reizen. Oltmans was daarvan zelf een mede-ondertekenaar.

## Varia
- In de brochure worden de namen van Soeharto en Soekarno geschreven volgens de in 1972 ingevoerde Moderne Indonesische Spelling als Suharto. Daarbij werd de uit de Nederlandse taal afkomstige oe afgeschaft.

## Volledige tekstWelkom thuis, majesteit
- Volledige tekst